# Rouvenac
Rouvenac is een plaats en voormalige gemeente in het Franse departement Aude in de regio Occitanie en telt 154 inwoners (1999). De plaats maakt deel uit van het arrondissement Limoux.

## Geschiedenis
Rouvenac is op 1 januari 2019 gefuseerd met de gemeente Fa tot de gemeente Val-du-Faby. 

## Geografie
De oppervlakte van Rouvenac bedraagt 11,9 km², de bevolkingsdichtheid is 12,9 inwoners per km².
De onderstaande kaart toont de ligging van Rouvenac met de belangrijkste infrastructuur en aangrenzende gemeenten.

## Demografie
Onderstaande figuur toont het verloop van het inwonertal.
Vanwege een beveiligingsprobleem met de MediaWiki Graph-software is het momenteel niet mogelijk deze grafiek weer te geven. Zodra de software is bijgewerkt zal de grafiek vanzelf weer zichtbaar worden.